# Acclaimed Music
Acclaimed Music — веб-сайт созданный в 2001 году Хенриком Франзоном, статистиком из Стокгольма. Франзон объединил статистику сотен музыкальных рейтингов, ранжируя альбомы и песни по годам, десятилетиям и за всё время публикации. Не учитывая списки составленные читателями журналов или веб-сайтов. По словам писателя Микеланджело Матоса, «методика Франзона несовершенна, но это лучшее, что есть в подобной области».
По состоянию на 2022 год общий рейтинг сайта (за все годы) возглавляют альбом Beach Boys Pet Sounds (1966) и песня Боба Дилана «Like a Rolling Stone» (1965), как имеющие самые высокие показатели в своих категориях. Согласно статистике, самой высокооценённой группой являются The Beatles, Боб Дилан возглавляет этот рейтинг среди мужчин, а певица Мадонна — среди женщин.